# Glee: The Music, The Christmas Album Volume 2
Glee: The Music, The Christmas Album Volume 2 é um álbum natalino gravado pelo elenco da série Glee. Foi lançado em 15 de novembro de 2011, contendo canções apresentadas no especial de Natal da terceira temporada série, "Extraordinary Merry Christmas", que irá ao ar em 13 de dezembro do mesmo ano.

## Canções Originais
- "Extraordinary Merry Christmas" é uma canção original gravada por Darren Criss e Lea Michele como Blaine Anderson e Rachel Berry, nos vocais principais. A canção foi lançada como primeiro single original do álbum em 10 de novembro de 2011 para divulgar o mesmo. A canção também é o tema do episódio.
- "Christmas Eve with You" é uma canção original gravada por Matthew Morrison e Jayma Mays como Will Schuester e Emma Pillsbury, nos vocais principais. A canção está presente no episódio "Extraordinary Merry Christmas".

## Singles
"All I Want For Christmas Is You" foi lançada como single, com os vocais principais de Amber Riley ela performou a canção no The Tonight Show e tem um vídeo clipe oficial lançando no Youtube para promover o álbum. "Do They Know It’s Christmas?" foi lançada como primeiro single do álbum e alcançõu a posição #92 da Billboard Hot 100 e recebeu um clipe oficial. "Santa Baby" com os vocais de Naya Rivera foi lançada como single e recebeu um clipe oficial lançado no canal oficial do Youtube.

## Faixas
| Edição padrão |                                   | |         |  |
| N.º           | Título                            | Cantada por | Duração |  |
| 1.            | "All I Want For Christmas Is You" | Amber Riley | 04:04   |  |
| 2.            | "Extraordinary Merry Christmas"   | Darren Criss & Lea Michele | 03:40   |  |
| 3.            | "Santa Baby"                      | Naya Rivera | 02:34   |  |
| 4.            | "Christmas Eve with You"          | Matthew Morrison & Jayma Mays                                                                                                  | 03:29   |  |
| 5.            | "Little Drummer Boy"              | Kevin McHale | 02:56   |  |
| 6.            | "River"                           | Lea Michele | 04:04   |  |
| 7.            | "Do You Hear What I Hear?"        | Lindsay Pearce e Alex Newell                                                                                                   | 03:52   |  |
| 8.            | "Let It Snow"                     | Darren Criss & Chris Colfer | 02:48   |  |
| 9.            | "Santa Claus is Coming to Town"   | Cory Monteith, Mark Salling & Samuel Larsen                                                                                    | 02:50   |  |
| 10.           | "Christmas Wrapping"              | Heather Morris | 04:03   |  |
| 11.           | "Blue Christmas"                  | Damian McGinty | 03:50   |  |
| 12.           | "Do They Know It’s Christmas?"    | Amber Riley, Cory Monteith, Lea Michele, Darren Criss, Chris Colfer, Kevin McHale, Mark Salling, Jenna Ushkowitz e Naya Rivera | 03:27   |  |